# Broszęcin-Kolonia
Broszęcin-Kolonia (prononciation [brɔˈʂɛnt͡ɕin kɔˈlɔɲa]) est un village de la gmina de Rząśnia, du powiat de Pajęczno, dans la voïvodie de Łódź, en Pologne.
Sa population s'élevait à 46 habitants en 2011.

## Administration
De 1975 à 1998, le village était attaché administrativement à l'ancienne voïvodie de Piotrków.

Depuis 1999, il fait partie de la nouvelle voïvodie de Łódź.